# Žokej

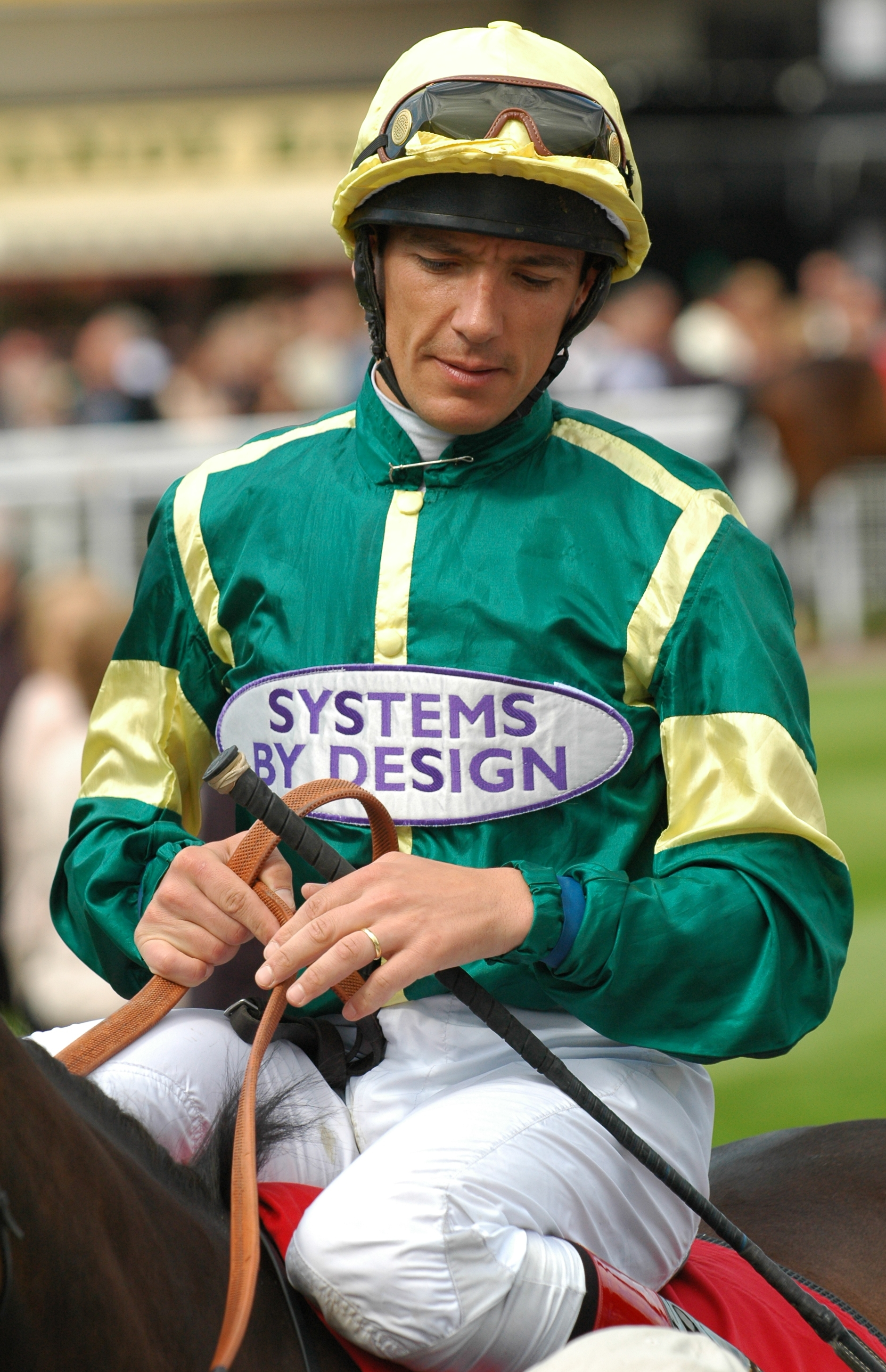
Žokej Frankie Dettori

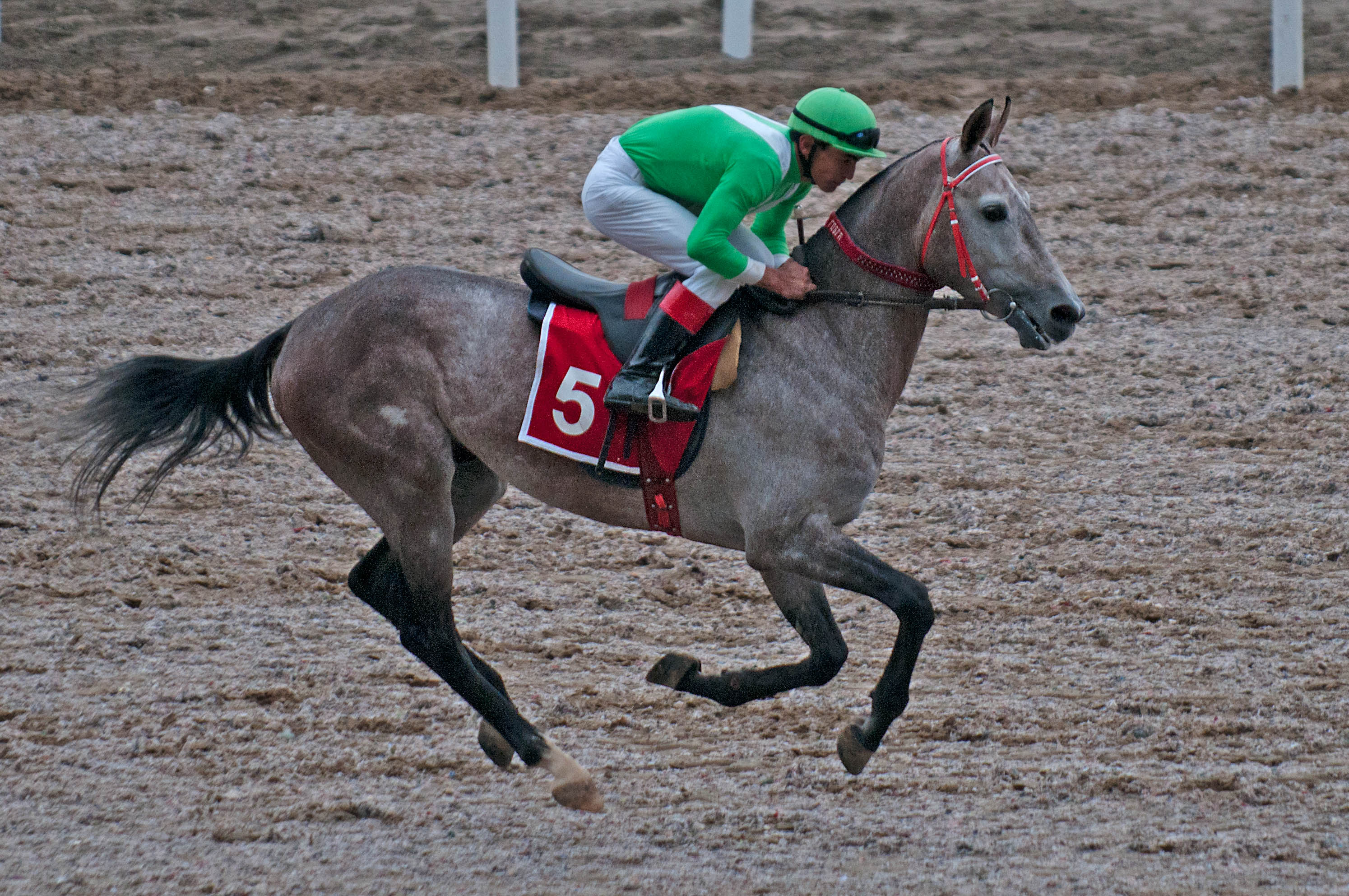

Žokej je v dostihovém sportu jezdec-profesionál, který získal 50 a více vítězství. Označuje se zkratkou „ž.“ před jménem. Titul může získat pouze profesionální jezdec, tedy takový jezdec, který má patřičné vzdělání a jezdeckou licenci. Udílí se zvlášť v překážkových a zvlášť v rovinových dostizích. Jezdec, který získal titul žokej v rovinových dostizích, jej tedy nemůže používat v dostizích překážkových.

## Etymologie
Anglický výraz „jockey“, respektive „Jockey“, je hypokoristická (domácká) podoba k vlastnímu jménu Jock, což je severoanglická a skotská obdoba jména John. (Odpovídá našemu Honzovi nebo Jendovi.) Používá se nejpozději od roku 1529. Jako jméno se objevuje například v Shakespearově hře Richard III. (Jockey of Norfolkia). V 16. a v 17. století výraz označoval koňské handlíře, postilióny, potulné pěvce a básníky, a také tuláky. Nabyl významu „lišáka“ (nebo spíš „šelmy“), prohnaného mazaného člověka. Sloveso „to jockey“ mělo význam „přechytračit“, „ošidit“. Roku 1670 termín poprvé označuje jezdce.

## Podmínky získání titulu v ČR
Aby se stal z obyčejného jezdce na koni dostihový jezdec s titulem žokej, musí splnit následující podmínky:
1. Fyzické předpoklady. Dostihový jezdec musí svou hmotnost udržet průměrně pod 55 kg pro rovinové dostihy a pod 65 kg pro překážkové. Dostihy jsou náročný sport, ve kterém i přes sebevětší porozumění koním často dochází ke zraněním. Proto je důležitá fyzická zdatnost a pohotové reflexy.
2. Ukončené středoškolské vzdělání v oboru výuka jezdectví a ošetřování koní. Žáci střední školy používají titul „žák“ (zkratka „žk.“ před jménem). Účastní se nejen běžných dostihů, ale jsou pro ně vypisovány i zvláštní dostihy pro „jezdce-žáky“. Po složení závěrečné praktické zkoušky získá absolvent titul „jezdec“ („profesionální jezdec“, „jezdec-profesionál“ – před jméno se nepíše nic). V České republice k roku 2009 působí tři střední školy, na kterých je možné toto vzdělání získat: Střední škola dostihového sportu a jezdectví, Praha; Střední škola chovu koní a jezdectví, Kladruby nad Labem; Střední škola hotelová a služeb, Kroměříž. Pokud jezdec nemá toto vzdělání, používá titulu „amatér“ (zkratka „am.“ před jménem). Amatéři často vykonávají povolání, které s dostihy vůbec nesouvisí (například lékař).
3. 50 vítězství. Profesionální jezdec, mající platnou licenci, musí získat 50 vítězství buď v rovinových, nebo v překážkových dostizích (nikoliv v rovinových a překážkových dostizích zároveň). Poté mu je přiznán titul „žokej“ na rovině nebo na překážkách.

## Vybraní žokejové z ČR (platná licence pro rok 2009)
1. Josef Váňa – legendární osminásobný vítěz Velké pardubické v letech 1987, 1988, 1989, 1991, 1997, 2009, 2010 a 2011, titul na rovině: jezdec; titul na překážkách: žokej
2. Josef Bartoš – trojnásobný vítěz Velké pardubické v letech 2006, 2008 a 2019, titul na rovině: žokej; titul na překážkách: žokej
3. Dušan Andrés – vítěz Velké pardubické v roce 2007, vítěz Českého derby 1998, často médii přezdívaný „jezdecký obojživelník“ díky zisku titulu v obou kategoriích, titul na rovině: žokej; titul na překážkách: žokej
4. Václav Janáček – jezdec, který v jediném roce získal více než 50 vítězství (celkem 82 vítězství v roce 2009), dvojnásobný vítěz Českého derby v letech 2006 a 2008, titul na rovině: žokej; titul na překážkách: jezdec
5. Jan Rája – převážně rovinový jezdec (například Cena zimního favorita 2008, Gomba handicap 2008, Jarní cena klisen 2007, Velká dubnová cena 2007 a 2004, OAKS 2006, Velká květnová cena 2006 a 2005, St. Leger 2005, Cena prezidenta republiky 2004, Memoriál kpt. R. Poplera 2003), titul na rovině: žokej; titul na překážkách: jezdec

## Zrušení titulu žokej v ČR 2013
Ve většině zahraničích zemí (Velká Británie, Irsko, USA) se termínem "žokej" označuje každý dostihový jezdec. V lednu 2013 zrušil Jockey Club ČR titul "žokej", který jezdci-profesionálové získávali po dosažení padesáti vítězství. Rozhodnutí uvádí tisková zpráva Jockey Clubu ČR z 9. ledna 2013. Jak dokládají například dostihové programy závodišť v Praze-Velké Chuchli, v Pardubicích či v Brně, dostihová veřejnost tuto skutečnost neakceptovala. U jmen jezdců se tak dál uvádí obvyklé zkratky (am. - amatér, žk. - žák, bez zkratky - jezdec, ž. - žokej).

## Poznámka
Vzhledem k povaze dostihového sportu, kdy je žádoucí zbytečně nepřetěžovat koně, jsou žokejové obvykle lidé menšího vzrůstu a menšího tělesného rámce, kterému také odpovídá i nižší tělesná hmotnost.